# Ada Feinberg-Sereni
Pour les articles homonymes, voir Feinberg et Sereni.
Ada Feinberg-Sereni ou Ada Feinberg-Sireni (hébreu : עדה פיינברג-סירני‎) est une ancienne femme politique israélienne, née le 22 avril 1930 à Rome (royaume d'Italie). De 1969 à 1974, elle est députée à la Knesset pour l'Alignement, une alliance de gauche.

## Biographie
Feinberg-Sereni naît en 1930 à Rome. En 1934, sa famille émigre en Palestine mandataire. Feinberg-Sereni grandit à Tel Aviv et étudie au lycée hébraïque Herzliya.
Elle rejoint ensuite le Tzofim (hébreu : התאחדות הצופים והצופות בישראל‎, Hit'ahdut HaTzofim VeHaTzofot BeYisrael), l'organisation scout du Palmah. Elle fait partie des fondateurs du kibboutz de Jir'on. Elle devient enseignante à l'école régionale Anne-Frank et participe au Mouvement Kibboutz (en). De 1983 à 1985, elle est coordinatrice de l'organisation de jeunesse du Mouvement Kibboutz unifié, le Hatakam.
Feinberg-Sereni est élue à la 7e Knesset le 28 octobre 1969 sur la liste de l'Alignement. Elle siège à la Knesset du 17 novembre 1969 au 21 janvier 1974 et est entre autres membre de la commission pour l'éducation supérieure et la culture.

## Famille
Son oncle Enzo Sereni est membre d'un groupe de parachutistes du SOE britannique et fondateur du kibboutz Givat Brenner.